# Luisa av Spanien

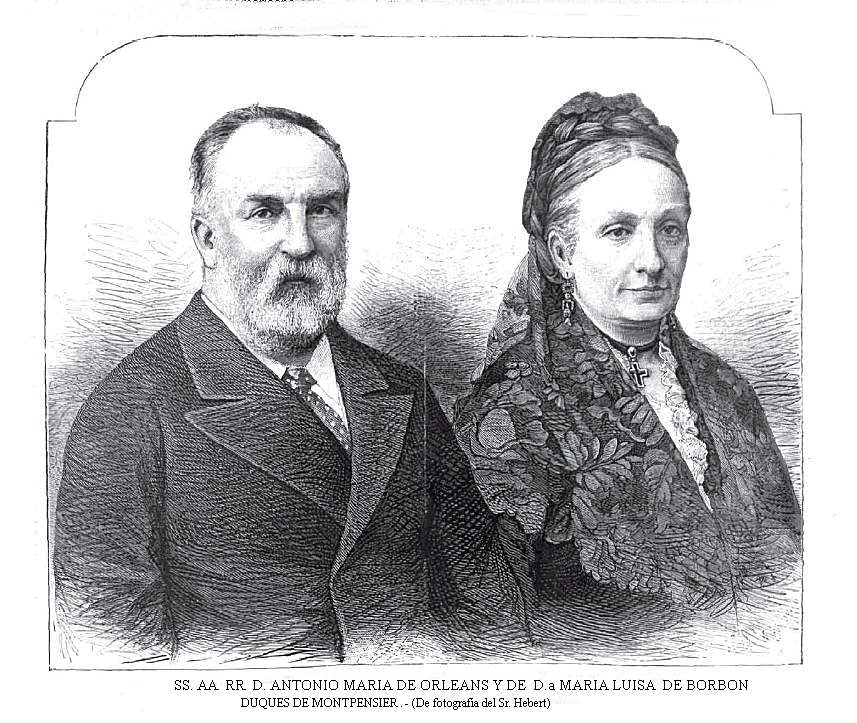
Luisa av Spanien med sin make Antoine av Orléans, hertig av Montpensier 1878.

Maria Luisa Fernanda av Spanien, född 1832, död 1897 i Sevilla, begravd i slottskyrkan i El Escorial, var en spansk spansk infantinna (prinsessa) genom födsel och en fransk prinsessa genom äktenskap med den franske prinsen Antoine av Orléans, hertig av Montpensier.

## Biografi
Luisa var dotter till kung Ferdinand VII av Spanien och Maria Kristina av Bägge Sicilierna, och yngre syster till drottning Isabella II av Spanien. Hennes syster tillträdde tronen vid deras fars död 1833, och myndigförklarades 1843. 

### Frankrike
Vigseln mellan henne och den franske prinsen Antoine av Orléans, hertig av Montpensier ägde rum 1846 i Madrid. Äktenskapet var kontroversiellt och politiskt känsligt, eftersom Luisa och hennes avkomma stod i tur till tronen om Isabella II skulle avlida utan arvingar, och bröllopet var anledning till en brytning mellan Frankrike och England.
Under sin tid i Frankrike beskrevs Luisa som ståtlig och värdig. Hon ska ha varit sin svärfars, Ludvig Filip I av Frankrikes, favorit bland svärdöttrarna med sin dotterliga omtänksamhet och sätt att se till hans behov, och hon och hennes make ska ha utövat en hel del inflytande över kungen under hans sista år på tronen. Liksom sina svägerskor, med undantag av kronprinsessan Helena, tvingades Luisa underkasta sig sin svärmors övervakning, förvägrades gå ut utan tillstånd och fick tillbringa en stor del av dagen med att sitta och sy med svärmodern i Tuilerierna.
Vid februarirevolutionen 1848 var hennes make närvarande vid hennes svärfars abdikation och flykt, och fick till uppgift att eskorterade hennes svägerska Viktoria och hennes döttrar till England. Luisa själv, som låg sjuk när revolutionen bröt ut, flydde under eskort av M. Estancelin och general Thierry, och ska enligt dessa ha visat ett lugn och ett mod under flyktens många svårigheter som väckte deras beundran. Vid ett tillfälle under flykten, när den sjuka Luisa satt i regnet på en trästock utanför en upprorisk stad mitt i natten, beklagade general Thierry hennes situation, varpå hon svarade: "Jag föredrar avgjort dessa äventyr framför att sitta och sy i Tuilerierna".

### Senare liv
Paret reste via England till Spanien, där de bosatte sig i Sevilla. Luisas make tjänstgjorde i den spanska armén och fick 1859 en spansk prinstitel, infante. Paret hade dock ett spänt förhållande till Luisas syster Isabella II av Spanien, eftersom deras önskan att överta hennes tron var väl känd.
Hennes make förvisades 1868 för ett misstänkt kuppförsök mot monarken, men kunde återvända senare samma år. De stannade kvar i Spanien då Isabella II avsattes 1868 och hennes man försökte då utan framgång bestiga tronen genom sitt äktenskap med henne. År 1870 dödade maken hennes kusin Henrik i en duell. Efter att maken förlorat två omröstningar i cortes om vem som skulle godkännas som monark lämnade Luisa landet med sin man 1871 och reste till Frankrike, där de kvarblev fram till att Spanien återinförde monarkin 1874, då de återigen bosatte sig i Sevilla.
Luisa uppmuntrade sin dotter Marias äktenskap med Alfons XII av Spanien. Luisa ägde hälften av Pradomuseet, som då fortfarande var kunglig egendom.

## Barn
- Maria Isabel Francisca de Asis Antonia Luisa Fernanda Cristina Amelia Filipa Adelaida Josefa Elena Enriquetta Carolina Justina Rufina Gasparina Melchiora Baltasara Matea, infanta av Spanien (1848–1919); gift 1864 med Ludvig Filip, greve av Paris (1838–1894)
- Maria Amelia Luisa Enriquetta, infanta av Spanien (1851–1870)
- Maria Cristina Francisca de Paula Antonieta, infanta av Spanien (1852–1879)
- Maria de la Regla Francisca de Asis Antonia Luisa Fernanda, infanta av Spanien (1856–1861)
- Fernando Maria Enrique Carlos, infant av Spanien (1859–1873)
- María de las Mercedes av Orleans (1860–1878); gift med kung Alfons XII av Spanien (1857–1885)
- Felipe Raymundo Maria, infant av Spanien (1862–1864)
- Antoine av Bourbon-Orléans Maria Luís Felipe Juan Florencio, infant av Spanien, hertig av Galliera (1866–1930); gift 1886 med Eulalia av Spanien, dotter till Isabella II av Spanien (1864–1958)